# 1704 у науці

## Фізика
- Ісаак Ньютон надрукував «Оптику»,  де виклав результати дослідів зі світлом.
- П'єр Варіньон винайшов манометр для вимірювання розрідження газів.

## Техніка
- Френсіс Хоксбі побудував другу в історії електричну машину.
- Фарбувальник Дізбах синтезував берлінську лазур.